# Praxis der Naturwissenschaften – Biologie in der Schule
Praxis der Naturwissenschaften – Biologie in der Schule (PdN) war eine Zeitschrift für Didaktik der Biologie, die im Aulis Verlag erschien. Es gab Ausgaben für Chemie, Physik und Biologie (Praxis der Naturwissenschaften – Physik in der Schule, Praxis der Naturwissenschaften – Chemie in der Schule). Es erschienen jeweils acht Ausgaben pro Jahr.
Die Zeitschrift setzte unter fortlaufender Zählung verschiedene, seit 1952 erschienene Vorgängertitel fort. Nachdem der Aulis Verlag am 1. Februar 2017 in den Friedrich Verlag aufgegangen ist, wurde die Zeitschriftenreihe Praxis der Naturwissenschaften eingestellt.